# Owl Tower
La Owl Tower (アウルタワー?), literalmente Torre del Búho, es un edificio residencial en el pabellón especial de Toshima, en Tokio, Japón. Terminado en enero de 2011, se alza hasta 189,2 m de alto, con una planta superior situada a 182.8 m sobre la superficie. Es el 38.º edificio más alto en Tokio y el 55.º edificio más alto en Japón.

## Descripción
La Owl Tower fue construida como una respuesta a las cuestiones relativas a la utilización de los edificios ya existentes, es decir, para especializar los rascacielos de la zona, y hacer uso de los terrenos disponibles de manera eficaz, evitando un uso mixto del número de edificios, y también para animar a la gente a vivir en el distrito de Ikebukuro. Su nombre hace referencia a la mascota del distrito. La Owl Tower está situada cerca de la Air Rise Tower, y cerca de la estación de Higashi-Ikebukuro, a la cual está conectada directamente por un paseo subterráneo, y el complejo de la Ciudad del Sol con el rascacielos Sunshine 60, el edificio más alto en Tokio desde 1978 hasta 1991.

El rascacielos fue construido en un pavimento con una superficie de 5.801.39 metros cuadrados, 2.938.03 metros cuadrados de los cuales ocupa el propio edificio. Se utilizó durante su construcción hormigón armado, acero, y vidrio, que costó aproximadamente 30 mil millones de yenes. El edificio fue diseñado y construido por la Taisei Corporation. La decisión de construir la urbanización de la Owl Tower se hizo en mayo de 2004, y el permiso de planificación se dio en enero de 2006. La construcción comenzó en octubre de 2007 y se completó en enero de 2011. A finales de marzo del mismo año, el edificio estaba listo para ser inaugurado.
Aunque la Owl Tower es principalmente un edificio residencial, algunos pisos se utilizan como oficina o para uso comercial. Algunas tiendas se encuentran en el primer sótano y en el primer piso, mientras que las oficinas se pueden encontrar desde el segundo al sexto piso. Los apartamentos están situados en los pisos restantes, hasta el 52. Hay 11 ascensores en el rascacielos.La superficie total del edificio equivale a aproximadamente 79.200 metros cuadrados. Existen aproximadamente 608 casas, de las cuales 473 son para uso residencial y 135 son para fines no residenciales, mientras que el resto de las habitaciones incluyen una sala de teatro, una sala de fitness y un sky lounge, entre otros. El aparcamiento de la torre cuenta con 344 plazas de aparcamiento.